# Ругіланд
Ругіланд або Королівство ругів (лат. Regnum Rugurum) — середньовічна держава, створена плем'ям ругів в V столітті н. е. в області сучасної Австрії. Від теренів держави назву успадкувала історична область навколо східного Валдфіртеля нім. Waldviertel та західного району навколо Кремсу нім. Krems в Нижній Австрії на північ від р. Дунаю.
Це королівство було створено Флаккітеєм в 467 році — через деякий час після битви при Недао.
У 487 році король Фелетей був переможений королем Італії Одоакром, а територія стала заселятися лонгобардами (Походження народу лангобардів).